# TRAPPIST-1d
TRAPPIST-1dは地球から見てみずがめ座の方向に39.4光年離れた位置にある赤色矮星TRAPPIST-1のハビタブルゾーンの内側付近を公転している岩石質の太陽系外惑星である。
2016年にTRAPPISTによってトランジット法でb・cと共に発見されたと報告されたが、複数の惑星の観測データが混在していた。現在「TRAPPIST-1d」と呼ばれている惑星は、同年のスピッツァー宇宙望遠鏡の観測に基づき2017年に発表されたものである。
| 地球 | TRAPPIST-1d |
| ---- | ----------- |
| 地球 | Exoplanet   |

## 発見

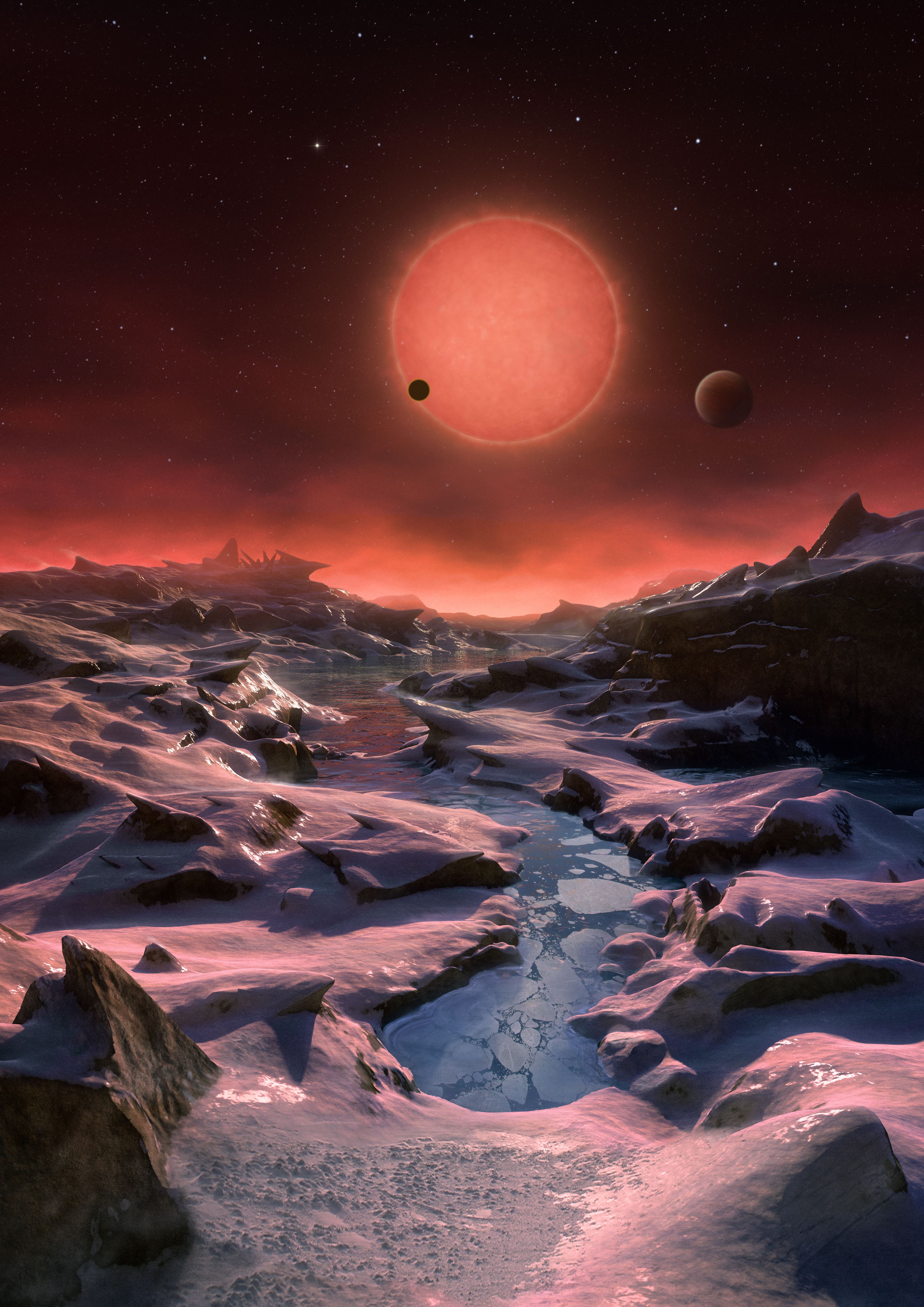
当時の推測に基づき描かれた、TRAPPIST-1dの地表の想像図。

ベルギーのリエージュ大学の天文物理地質研究所のマイケル・ギロンを始めとする天文学者チームはチリのアタカマ砂漠のラ・シヤ天文台にあるTRAPPIST望遠鏡(Transiting Planets and Planetesimals Small Telescope)を用いて恒星TRAPPIST-1を観測し、周回する惑星を探した。トランジット法を用いることにより、3つの地球型惑星を発見した。チームは2015年12月から観測を初め、ネイチャー誌2016年5月号に、その調査結果を発表した。
しかし、不連続な観測により72.82日離れた2回のトランジットしか観測できなかったため、公転周期は72.82日の1・2・3・4・5・6・7・8・9・14・16分の1のどれかとしか推定できなかった。つまり、4.551日、5.200日、8.090日、9.101日、10.401日、12.135日、14.561日、18.202日（最適値）、24.270日、36.408日、72.820日の11通りが考えられていた。2回のトランジットが別の惑星である可能性は考慮されたものの、ライトカーブの類似から、同一の惑星と推定された。
その後、2016年9月19日からのスピッツァー宇宙望遠鏡による観測によって、d、e、f、g、hの5つの惑星が特定され、2017年2月22日に発表された。
TRAPPISTで発見されていた「d」は、どの新惑星とも一致していないが、それは、2惑星（dではない）のトランジットを、同じ惑星の2回のトランジットと誤認したためであった。ただし、TRAPPISTや他の先行観測が検出していた、当時はトランジットと断定できなかった減光が、d・e・f・gのものと特定された。dのものはTRAPPISTで3回、ウィリアム・ハーシェル望遠鏡で1回観測されていた。

## 特徴

### 物性
TRAPPIST-1dは地球の0.784倍の半径を持つ小さな地球型惑星である。これは地球と火星の中間ほどの大きさであり、TRAPPIST-1系の中では、TRAPPIST-1hに次いで2番目に小さい。
質量は、現在のdが特定された2017年2月の発表では地球の0.41倍とされたが、2018年2月に発表された観測結果により、現在は0.297倍前後という値になっている。TRAPPIST-1系の中では、最も質量が小さい。また、これまで質量の誤差が大きかったため、詳細に求められなかった密度と表面重力の値が詳細に求められ、TRAPPIST-1dは地球の0.616倍の密度を持ち、表面の重力の強さは地球の0.483倍である事も判明した。
TRAPPISTに基づく2016年の発表では、半径は1.17倍とされていたが、これは実際はdではなく、eとg（半径1.15倍と0.90倍）が混ざった観測に基づく数値である。さらに質量も1.60倍と推測されたが、これも実際のdを表すものではない。

### 軌道要素と居住可能性
TRAPPIST-1dは約4.05日の周期で、主星から約0.0223au（約333万km）離れた軌道を公転している。これは太陽系で最も太陽に近い惑星である水星までの距離（0.387au）の約18分の1しかない。しかし、主星TRAPPIST-1が木星クラスのサイズを持つ非常に小型な恒星のため、この軌道はTRAPPIST-1のハビタブルゾーン内に位置している可能性がある。表面温度は282K（9℃）で、地球とほぼ同じとされており、また質量と密度が小さいため、水や氷、大気といった揮発性物質を含んでいる可能性がある。
TRAPPISTに基づく2016年の軌道推定は誤った仮定に基づいていたが、その最小値（≧0.022AU）は偶然にも正しい値に近く、それに基づき当時から、最小値をとった場合にはハビタブルゾーンに入る可能性が指摘されていた。
地球にどれだけ組成が似ているかを示す地球類似性指標（ESI）の値は2018年3月時点の、既知の太陽系外惑星では最も高い0.90である。

## 画像

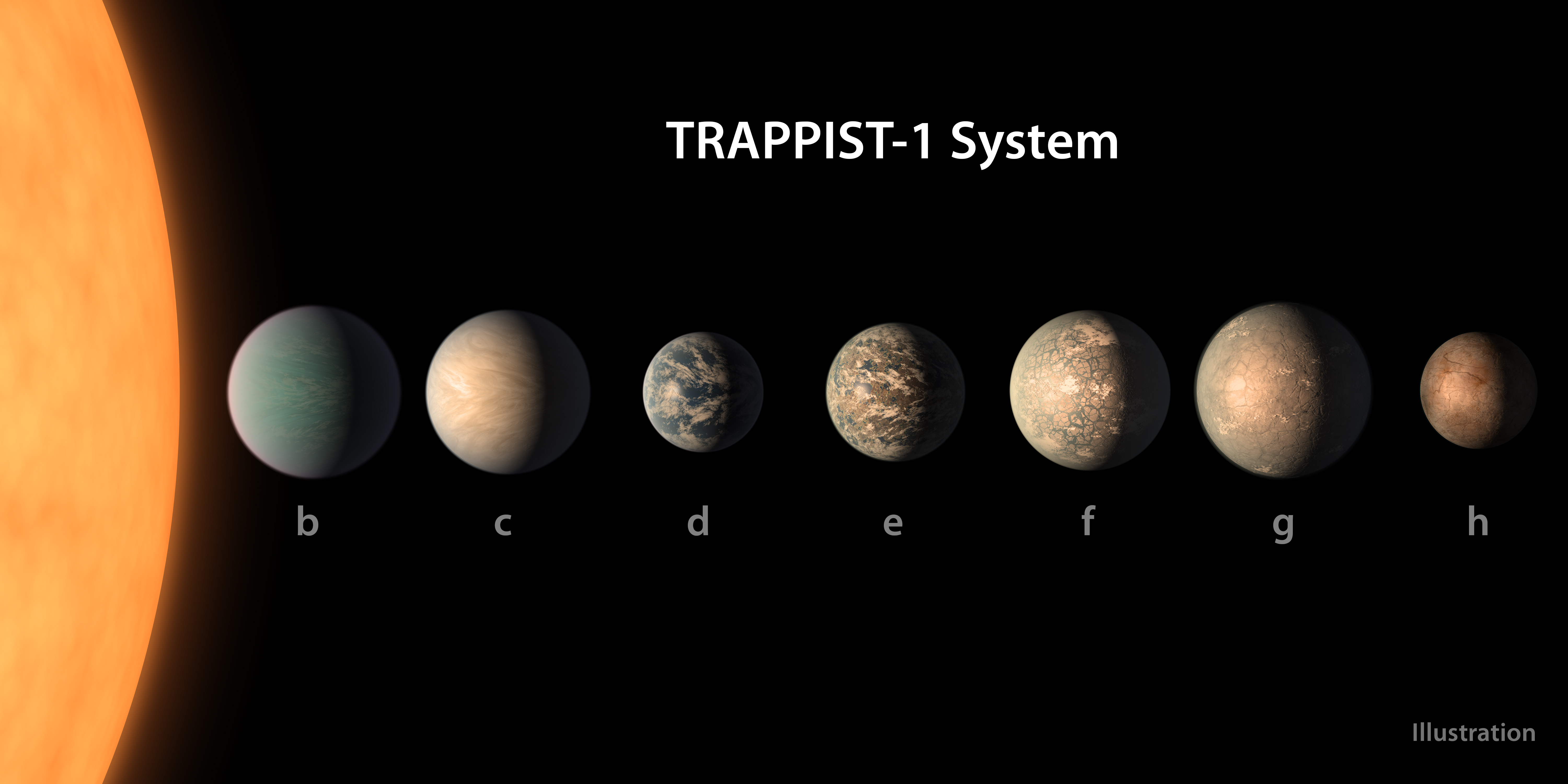
TRAPPIST-1系の7つの惑星の想像図
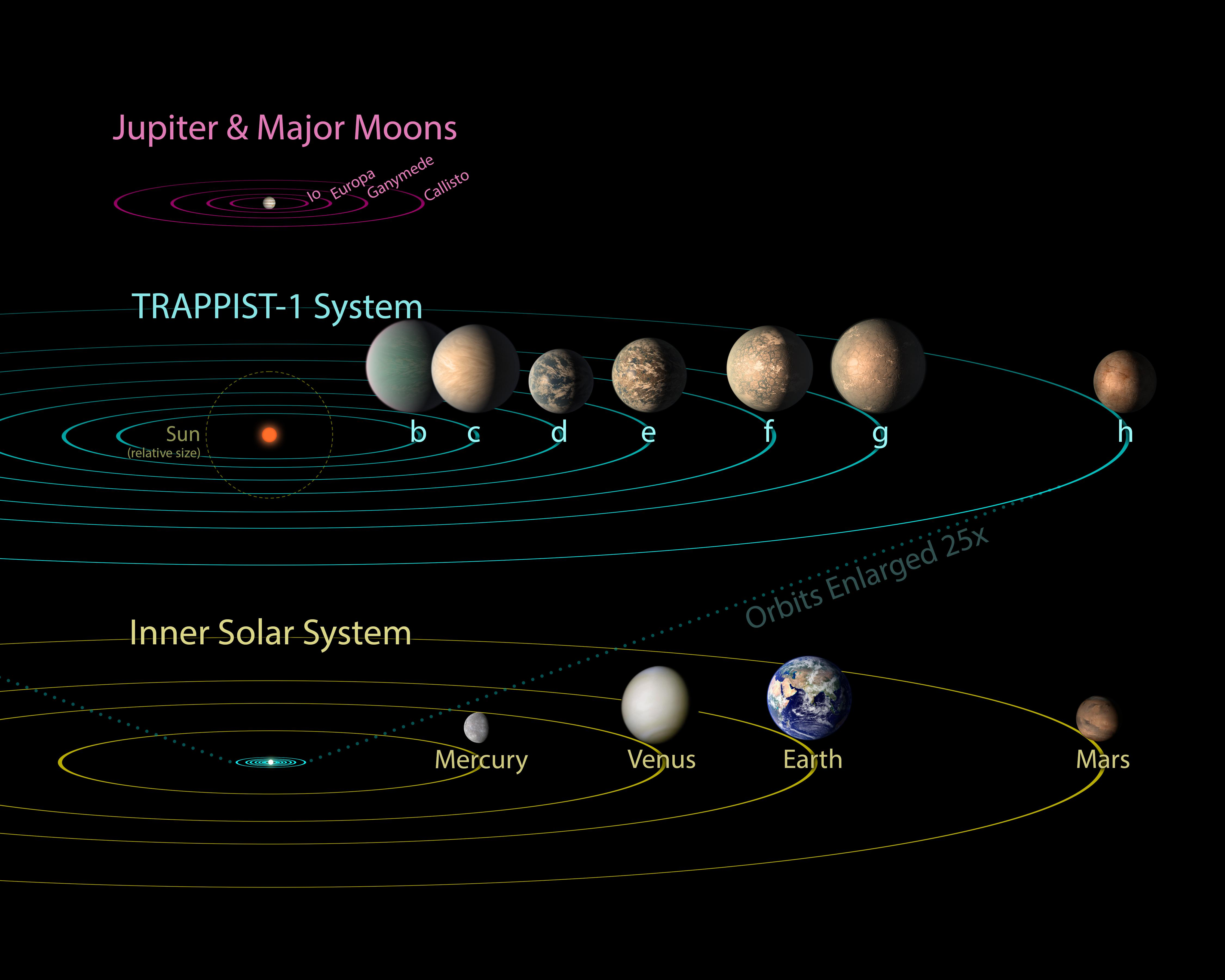
TRAPPIST-1系の惑星の軌道と、太陽系の岩石惑星の軌道、木星のガリレオ衛星の軌道を比較した図
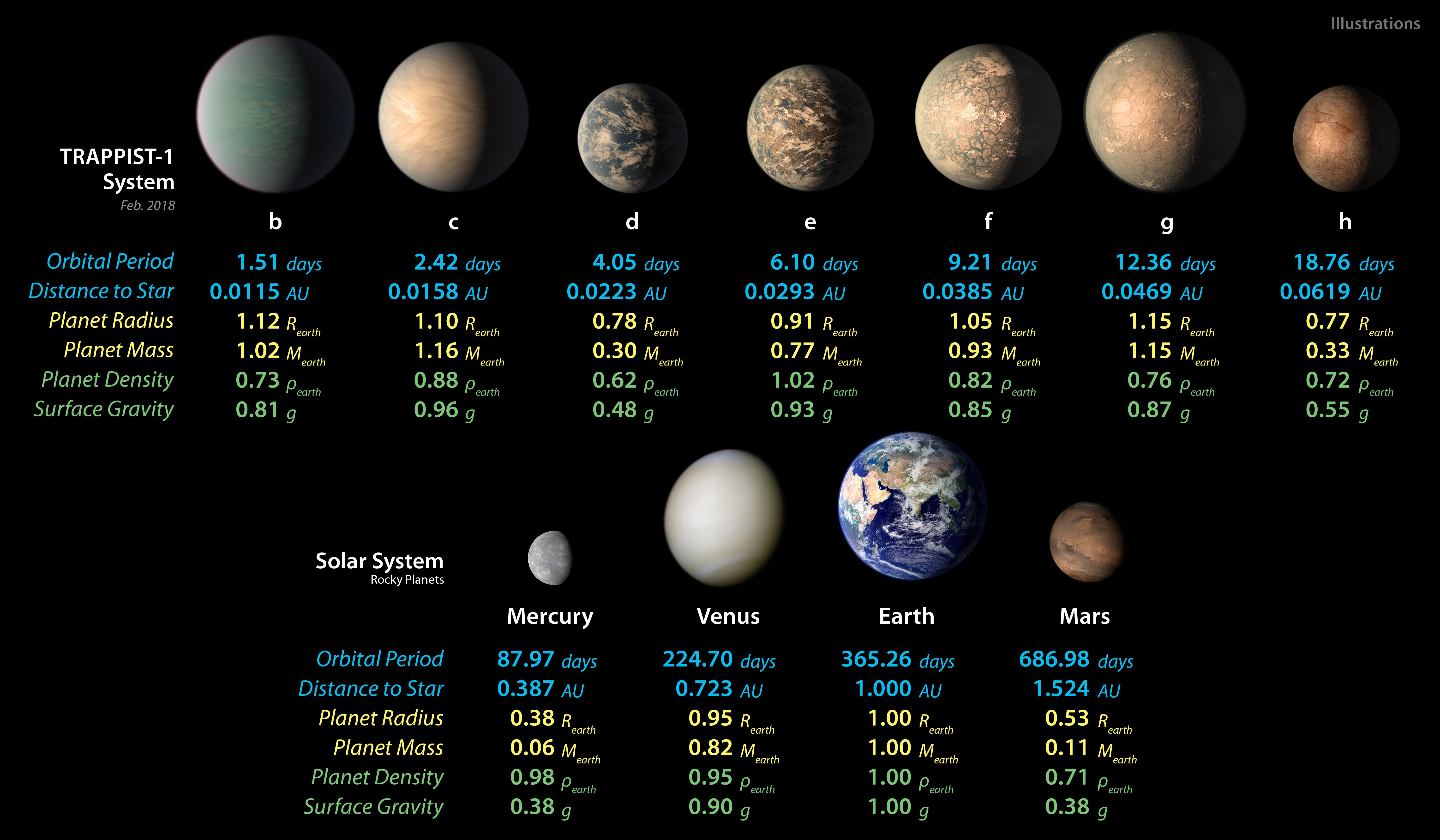
TRAPPIST-1系の惑星と太陽系の岩石惑星を比較した図